# Библиотека Мартина Опица
Библиотека имени Мартина Опица (нем. Martin-Opitz-Bibliothek) — публичная библиотека, расположенная в городе Херне; была основана в 1948 году. Является ключевой библиотекой по истории немецкой культуры в Восточной Европе; собирает литературу со всей территории Центральной, Восточной и Юго-Восточной Европы, уделяя основное внимание регионам современной западной Польши и Калининградской области (исторической Восточной Пруссии).

## История и описание
Библиотека в Херне, собирающая источники по истории немецкой культуры в Восточной Европе, была названа в честь поэта и литературоведа Мартина Опица (1597—1639). 25 сентября 1989 года федеральная земля Северный Рейн-Вестфалия и город Херне, при финансовом участии центрального правительства ФРГ, создали Фонд Мартина Опица. Фонд принял на хранение 80 000 томов из организованной в 1948 году библиотеки Восточной Германии.
К началу XXI века коллекция расширилась до 300 000 наименований, включая 10 000 периодических изданий и около 7800 карт. В результате библиотека Опица стала крупнейшей специализированной библиотекой Германии. Помимо книг на немецком языке, в коллекцию входят книги на русском и польском языках, а также — на всех других языках региональных языках. Использование фондов бесплатно для посетителей, поскольку библиотека финансируется властями города, а около 70 % её бюджета составляют средства федерального правительства (фонда BKM).